# Воронезьке художнє училище
Воронезьке художнє училище — навчальний заклад мистецького профілю у Воронежі, РФ.

## Історія
У 1974 році було відкрито художнє відділення у Воронезькому музичному училищі. Через чотири роки його реорганізували в окремий навчальний заклад — Воронезьке художнє училище, згідно з указом Міністерства культури РСФСР. Первісне становлення та розвиток училища відбувалося завдяки допомозі з боку управління культури Воронезької області та воронезького відділення Спілки художників.
Першими викладачами художнього училища були: М. Ф. Ахунов, В. К. Знатков, Заслужений художник РСФСР В. А. Пресняков, Є. Я. Пошивалов, В. В. Шаврін, а також перший директор — Лариса Федорівна Агошкова.
У 1978 році відбувся перший випуск даного навчального закладу (близько 30 осіб).
У 2010 році конкурс при вступі становив 3 особи на місце. До 2014 року училищем підготовлено близько 1,6 тисячі випускників.
На даний час проводиться підготовка студентів за спеціальностями: «Живопис», «Дизайн», «Декоративно-прикладне мистецтво і народні промисли». За сприяння викладачів училища, в 1994 році був відкритий живописний факультет Воронезької державної академії мистецтв.
Директор училища — С. П. Гулевський — Заслужений працівник культури РФ, член Спілки художників, нагороджений відзнакою «За заслуги перед Воронезькою областю».

## Художні виставки
Навесні 2006 року успішно пройшла в залах Московського державного академічного художнього інституту імені В. І. Сурикова (Москва) виставка дипломних і курсових робіт студентів училища.
У 2014 році, до 40-річчя створення училища, у Воронезькому обласному художньому музеї імені І. М. Крамського була організована виставка картин випускників училища, на якій демонструвалося 300 робіт, й, таким чином, ця виставка стала найбільшою з усіх раніше проведених училищем (до цього — у 2004 році з нагоди 30-річчя створення училища на виставці в цьому ж музеї експонувалися 150 робіт).